# Diego Ribas da Cunha
Diego Ribas da Cunha, conosciuto come Diego (Ribeirão Preto, 28 febbraio 1985), è un ex calciatore brasiliano, di ruolo centrocampista.

## Biografia
È nato a Ribeirão Preto, nello stato brasiliano di San Paolo.

## Caratteristiche tecniche
Regista, trequartista o seconda punta, era dotato di una eccellente tecnica e visione di gioco.
Tra i suoi punti di forza spiccavano il dribbling e la precisione nei passaggi, caratteristiche che lo resero un prezioso uomo-assist. Era abile anche nei calci piazzati.
Nel 2001 è stato inserito nella lista dei migliori giovani calciatori stilata da Don Balón.

## Carriera

### Club

#### Santos e Porto
Entrato a far parte delle giovanili del Santos a 12 anni, debuttò con la prima squadra nel 2002, a 17 anni, nel torneo di Rio-San Paolo. Nello stesso anno vinse il campionato brasiliano rendendosi protagonista di ottime prestazioni, in particolare in coppia con Robinho.
L'anno seguente sarebbe dovuto passare al Tottenham, ma il suo trasferimento nel club inglese fu annullato negli ultimi minuti di mercato dal presidente del Santos.
Nel luglio 2004 passò al Porto, dove non venne impiegato con continuità e finì spesso in tribuna, non riuscendo a giocare ai livelli su cui si era espresso in Brasile. Con l'arrivo dell'allenatore olandese Co Adriaanse nel 2005, la situazione per Diego non migliorò, cosicché il giocatore decise di trovare un'altra squadra.

#### Werder Brema
Nel maggio 2006 venne acquistato dal Werder Brema per 6,3 milioni di euro – trasferimento record per il club tedesco – che gli fece firmare un contratto fino al 2010. Poco dopo, il 5 agosto, disputò la sua prima partita nella finale di Coppa di Lega vinta 2-0 ai danni del Bayern Monaco, mentre alla prima giornata di campionato segnò il suo primo gol con la maglia del Werder contro lo Hannover 96: con delle ottime prestazioni venne quindi nominato miglior giocatore in Bundesliga dell'agosto 2006.

In Champions League il Werder Brema terminò al terzo posto nel gruppo A delle fasi eliminatorie, passando quindi in Coppa UEFA dove raggiunse la semifinale battendo l'AZ Alkmaar nel quarti di finale, grazie al gioco creativo di Diego. Il 20 aprile 2007 Diego segnò contro l'Alemannia Aachen un gol da circa 63 metri, successivamente eletto il più bello dell'anno in Bundesliga. Al termine della stagione 2006-07 venne eletto miglior giocatore della Bundesliga dalla rivista Kicker, con oltre il 50% dei voti. Il Werder si piazzò terzo dietro lo Stoccarda campione e lo Schalke 04.

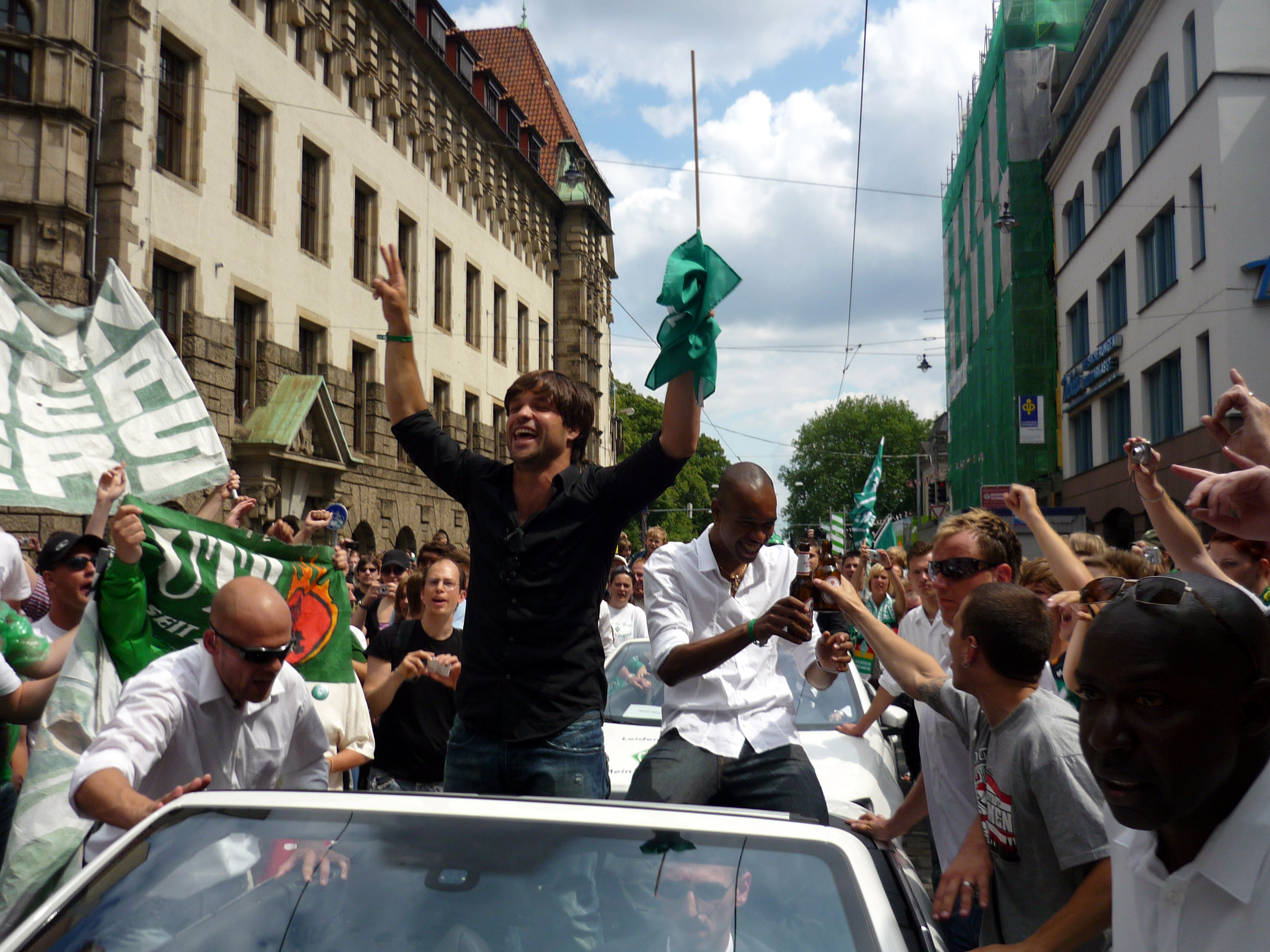
Diego (a sinistra) e Naldo mentre festeggiano per la vittoria della Coppa di Germania

Iniziò bene la stagione 2007-2008, distinguendosi per le ottime prestazioni. È stato fondamentale per il Werder nelle fasi eliminatorie della Champions League e nel ritorno del 3º turno dei preliminari la squadra batté la Dinamo Zagabria con due gol del fantasista brasiliano.
Nella fase a gironi di Champions, il Werder Brema perse 2-1 col Real Madrid, tuttavia la performance di Diego destò l'interesse dell'allenatore madrileno Bernd Schuster. In aprile il Real Madrid cercò di contrattare con Diego, ma Klaus Allofs, general manager del Werder, respinse le trattative e Diego annunciò il suo desiderio di rimanere nel club tedesco, prolungando il suo contratto fino al 2011.
Dopo il no al Real Madrid, il Werder affrontò in casa lo Stoccarda, campione in carica della Bundesliga e vinse 4-1 con Diego leader del centrocampo. Più avanti nella stagione, il Werder Brema conquistò uno storico 8-1 col Arminia Bielefeld, con Diego protagonista di tre assist e di un gol.
Nella stagione 2008-2009 il Werder, non qualificatosi per le fasi a eliminazione diretta in Champions, raggiunge la finale di Coppa UEFA e Diego si rese protagonista realizzando reti al Milan, al Saint-Étienne, all'Udinese e all'Amburgo. Nella semifinale con l'Amburgo subì un'ammonizione e, essendo diffidato, saltò la finale di Istanbul per squalifica. Il 30 maggio, nella finale di Coppa di Germania, servì l'assist decisivo a Mesut Özil per il gol vittoria dell'1-0 ai danni del Bayer Leverkusen, aggiudicandosi, dopo la Coppa di Lega tedesca del 2006, il trofeo più importante nella sua esperienza tedesca e portando il Werder in Europa League.

#### Juventus

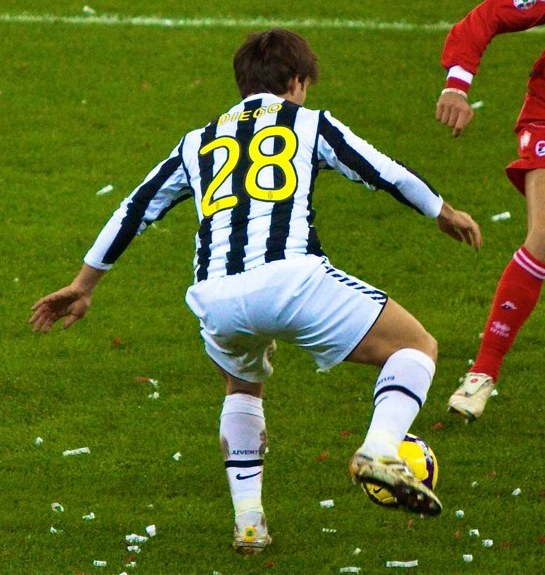
Diego in azione durante Bari-Juventus, 12 dicembre 2009

Il 26 maggio 2009 viene ufficializzato il passaggio del brasiliano alla Juventus per la stagione 2009-2010, per la cifra di 27 milioni di euro. Il 9 luglio viene presentato davanti ai tifosi a Pinzolo; veste la maglia numero 28.
Esordisce nel campionato italiano il 23 agosto, nell'incontro Juventus-Chievo, fornendo a Iaquinta l'assist (da calcio di punizione) per la rete che decide la partita. Il 30 agosto, contro la Roma segna i primi gol in bianconero realizzando una doppietta nella gara vinta 3-1 dalla Juve. Al termine dell'anno solare viene inserito nelle liste per il Pallone d'Oro e per il FIFA World Player (insieme al compagno di squadra Gianluigi Buffon). Il 13 gennaio 2010 esordisce in Coppa Italia, segnando anche il primo gol della gara vinta 3-0 contro il Napoli: segna anche contro l'Inter nei quarti di finale, ma la Juventus viene sconfitta per 2-1.
Autore, insieme a tutta la rosa juventina (che chiude il campionato a un deludente settimo posto) di una stagione negativa, lascia l'Italia dopo una sola annata.

#### Wolfsburg e prestito all'Atlético Madrid
Il 27 agosto 2010 viene ceduto a titolo definitivo al Wolfsburg per 15,5 milioni di euro. Il 28 agosto 2010 esordisce contro il Magonza alla Volkswagen-Arena e segna il suo primo gol. La squadra ospite vincerà per 3-4 rimontando il 3-0 iniziale.
Il 5 febbraio 2011 è protagonista di un episodio curioso: nella partita contro l'Hannover 96 Diego insiste per calciare un rigore e lo "ruba" al compagno Patrick Helmes, colpendo però la traversa, quando la partita vedeva il Wolfsburg in svantaggio per 1-0. Questo episodio ha segnato poi la sconfitta finale ed una multa di 100.000 euro al giocatore brasiliano, nonché l'esclusione dalla partita successiva.
In occasione del ritiro pre-partita contro l'Hoffenheim, Diego si allontanò improvvisamente dall'allenamento, rendendosi indisponibile per il match, e scatenando le ire dell'allenatore Felix Magath, che annunciò che Diego non sarebbe più partito titolare e in seguito sarebbe stato messo fuori rosa. Poco tempo dopo, infatti, è lo stesso Diego ad annunciare il divorzio dal Wolfsburg il 24 giugno, con il prezzo del cartellino del giocatore fissato a 10 milioni di euro. Il 4 agosto l'allenatore del Wolfsburg, in accordo con la società, comunica al giocatore che, nel caso dovesse rimanere, non verrebbe mai schierato sul terreno di gioco.
Il 31 agosto 2011 passa in prestito all'Atlético Madrid. Fa il suo esordio in Liga BBVA con la squadra madrilena il 10 settembre 2011 in un match contro il Valencia. Segna il suo primo gol con la squadra spagnola nella partita di Europa League contro il Celtic FC, e il suo primo gol in campionato contro il Levante, nella partita vinta per 3-2.
Il 9 maggio 2012 conquista con l'Atletico Madrid l'Europa League, nella finale di Bucarest contro l'Athletic Bilbao dove segna il gol del definitivo 3-0.

#### Ritorno al Wolfsburg e all'Atlético Madrid
Dopo il prestito all'Atlético Madrid, Diego torna al Wolfsburg, dove gli viene assegnata la maglia numero 10. Nella prima parte di stagione colleziona 19 presenze e 6 reti tra campionato e coppa nazionale. Gioca altre 54 partite segnando 18 gol.
Il 31 gennaio 2014 ritorna all'Atlético Madrid per la cifra di 1,5 milioni di euro. Il 1º aprile 2014, con un tiro da fuori area all'incrocio dei pali, porta momentaneamente in vantaggio la sua squadra contro il Barcellona, nel quarto di finale di andata di Champions League, poi superato. La sua squadra vincerà il campionato e perderà la finale della Champions League.

#### Fenerbahçe
L'11 luglio 2014 passa a titolo gratuito ai turchi del Fenerbahçe, firmando un contratto triennale. In Turchia vince una Supercoppa turca.

#### Flamengo
Dopo 12 anni, torna in Brasile per giocare con il Flamengo. Con i brasiliani vince due campionati Carioca (2017 e 2019), due campionati brasiliani (2019 e 2020/2020), due Coppa Libertadores (2019, 2022) e una Recopa Sudamericana (2020).
Il 7 novembre annuncia il ritiro dal calcio giocato all'età di 37 anni.

### Nazionale
A 18 anni partecipa alla CONCACAF Gold Cup 2003 con la selezione Under-23; la manifestazione, riservata alle nazionali maggiori del Nord e Centro America, vide la partecipazione su invito della nazionale olimpica del Brasile, la quale, nonostante la notevole differenza di età e di esperienza nei confronti delle avversarie, riesce ad arrivare in finale, persa poi contro il Messico di Pavel Pardo. Diego segna due gol nella competizione, nelle partite contro l'Honduras (girone di qualificazione) e contro gli Stati Uniti (semifinale).
Nel 2004 viene convocato in nazionale per la Coppa America, che si conclude con una vittoria della Seleção in finale contro l'Argentina, partita in cui Diego segnò uno dei tiri di rigore conclusivi. Al Porto non riuscì ad esprimersi a buoni livelli; così non venne convocato ai Mondiali di calcio 2006. In seguito alle buone performance e forte dei titoli ottenuti con il Werder Brema, Diego fu chiamato nuovamente dalla nazionale brasiliana nel mese di novembre per una partita amichevole con la Svizzera. Tre anni dopo la prima esperienza partecipa nuovamente alla Coppa America, mentre nel 2008 prende parte ai Giochi olimpici svoltisi a Pechino come fuoriquota.

## Statistiche

### Presenze e reti nei club
Statistiche aggiornate al 12 dicembre 2022.
| Stagione               | Squadra                | Campionato             | Campionato | Campionato | Coppe nazionali | Coppe nazionali | Coppe nazionali | Coppe continentali | Coppe continentali | Coppe continentali | Altre coppe | Altre coppe | Altre coppe | Totale | Totale |
| Stagione               | Squadra                | Comp                   | Pres       | Reti       | Comp            | Pres            | Reti            | Comp               | Pres               | Reti               | Comp        | Pres        | Reti        | Pres   | Reti   |
| ---------------------- | ---------------------- | ---------------------- | ---------- | ---------- | --------------- | --------------- | --------------- | ------------------ | ------------------ | ------------------ | ----------- | ----------- | ----------- | ------ | ------ |
| 2002                   | Santos                 | A1/SP+A                | 0+28       | 0+10       | CB              | 3               | 1               | -                  | -                  | -                  | RSP         | 11          | 2           | 42     | 13     |
| 2003                   | Santos                 | A1/SP+A                | 6+33       | 1+9        | CB              | -               | -               | CL+CS              | 14+4               | 4+0                | -           | -           | -           | 57     | 14     |
| gen. -giu.2004         | Santos                 | A1/SP+A                | 10+9       | 0+4        | CB              | -               | -               | CL                 | 9                  | 4                  | -           | -           | -           | 28     | 8      |
| Totale Santos          | Totale Santos          | Totale Santos          | 16+70      | 1+23       |                 | 3               | 1               |                    | 27                 | 8                  |             | 11          | 2           | 127    | 35     |
| 2004-2005              | Porto                  | PL                     | 30         | 3          | TP              | 1               | 0               | UCL                | 6                  | 1                  | SP+CInt     | 1+1         | 0           | 39     | 4      |
| 2005-2006              | Porto                  | PL                     | 18         | 1          | TP              | 2               | 1               | UCL                | 4                  | 1                  | -           | -           | -           | 24     | 3      |
| Totale Porto           | Totale Porto           | Totale Porto           | 48         | 4          |                 | 3               | 1               |                    | 10                 | 2                  |             | 2           | 0           | 63     | 7      |
| 2006-2007              | Werder Brema           | BL                     | 33         | 13         | CG+CdL          | 1+2             | 0               | UCL+CU             | 6+8                | 1+1                | -           | -           | -           | 50     | 15     |
| 2007-2008              | Werder Brema           | BL                     | 30         | 13         | CG+CdL          | 3+0             | 1               | UCL+CU             | 7+3                | 3+1                | -           | -           | -           | 43     | 18     |
| 2008-2009              | Werder Brema           | BL                     | 21         | 12         | CG              | 5               | 2               | UCL+CU             | 5+8                | 1+6                | -           | -           | -           | 39     | 21     |
| Totale Werder Brema    | Totale Werder Brema    | Totale Werder Brema    | 84         | 38         |                 | 11              | 3               |                    | 37                 | 13                 |             | -           | -           | 132    | 54     |
| 2009-2010              | Juventus               | A                      | 33         | 5          | CI              | 2               | 2               | UCL+UEL            | 5+4                | 0                  | -           | -           | -           | 44     | 7      |
| ago. 2010              | Juventus               | A                      | 0          | 0          | CI              | 0               | 0               | UEL                | 3                  | 0                  | -           | -           | -           | 3      | 0      |
| Totale Juventus        | Totale Juventus        | Totale Juventus        | 33         | 5          |                 | 2               | 2               |                    | 12                 | 0                  |             | -           | -           | 47     | 7      |
| 2010-2011              | Wolfsburg              | BL                     | 30         | 6          | CG              | 2               | 0               | -                  | -                  | -                  | -           | -           | -           | 32     | 6      |
| 2011-2012              | Atlético Madrid        | PD                     | 30         | 3          | CR              | 1               | 0               | UEL                | 12                 | 3                  | -           | -           | -           | 43     | 6      |
| 2012-2013              | Wolfsburg              | BL                     | 32         | 10         | CG              | 5               | 3               | -                  | -                  | -                  | -           | -           | -           | 37     | 13     |
| 2013-gen. 2014         | Wolfsburg              | BL                     | 15         | 3          | CG              | 3               | 2               | -                  | -                  | -                  | -           | -           | -           | 18     | 5      |
| Totale Wolfsburg       | Totale Wolfsburg       | Totale Wolfsburg       | 77         | 19         |                 | 10              | 5               |                    | -                  | -                  |             | -           | -           | 87     | 24     |
| gen.-lug. 2014         | Atlético Madrid        | PD                     | 13         | 1          | CR              | 2               | 0               | UCL                | 4                  | 1                  | -           | -           | -           | 19     | 2      |
| Totale Atlético Madrid | Totale Atlético Madrid | Totale Atlético Madrid | 43         | 4          |                 | 3               | 0               |                    | 16                 | 4                  |             | -           | -           | 62     | 8      |
| 2014-2015              | Fenerbahçe             | SL                     | 25         | 3          | TK              | 5               | 2               | -                  | -                  | -                  | ST          | 0           | 0           | 30     | 5      |
| 2015-2016              | Fenerbahçe             | SL                     | 28         | 2          | TK              | 7               | 1               | UCL+UEL            | 2+8                | 0                  | -           | -           | -           | 45     | 3      |
| Totale Fenerbahçe      | Totale Fenerbahçe      | Totale Fenerbahçe      | 53         | 5          |                 | 12              | 3               |                    | 10                 | 0                  |             | 0           | 0           | 75     | 8      |
| lug. -dic.2016         | Flamengo               | A/RJ+A                 | 0+17       | 6          | CB              | -               | -               | CS                 | 1                  | 0                  | -           | -           | -           | 18     | 6      |
| 2017                   | Flamengo               | A/RJ+A                 | 8+27       | 4+10       | CB              | 6               | 1               | CL+CS              | 3+8                | 2+1                | PL          | 1           | 0           | 53     | 18     |
| 2018                   | Flamengo               | A/RJ+A                 | 9+26       | 2+6        | CB              | 4               | 0               | CL                 | 7                  | 0                  | -           | -           | -           | 46     | 8      |
| 2019                   | Flamengo               | A/RJ+A                 | 12+16      | 3+1        | CB              | 4               | 0               | CL                 | 9                  | 1                  | Cmc         | 2           | 0           | 43     | 5      |
| 2020                   | Flamengo               | A/RJ+A                 | 13+26      | 1+1        | CB              | -               | -               | CL                 | 6                  | 0                  | ScdB+RsA    | 1+1         | 0           | 47     | 2      |
| 2021                   | Flamengo               | A/RJ+A                 | 7+19       | 1+0        | CB              | 6               | 0               | CL                 | 9                  | 0                  | ScdB        | 1           | 0           | 42     | 1      |
| 2022                   | Flamengo               | A/RJ+A                 | 5+19       | 1+1        | CB              | 5               | 0               | CL                 | 6                  | 0                  | ScdB        | 1           | 0           | 36     | 2      |
| Totale Flamengo        | Totale Flamengo        | Totale Flamengo        | 54+150     | 12+25      |                 | 26              | 1               |                    | 49                 | 4                  |             | 7           | 0           | 285    | 42     |
| Totale carriera        | Totale carriera        | Totale carriera        | 628        | 136        |                 | 69              | 16              |                    | 161                | 31                 |             | 20          | 2           | 878    | 185    |

### Cronologia presenze e reti in Nazionale
| Cronologia completa delle presenze e delle reti in nazionale ― Brasile | Cronologia completa delle presenze e delle reti in nazionale ― Brasile | Cronologia completa delle presenze e delle reti in nazionale ― Brasile | Cronologia completa delle presenze e delle reti in nazionale ― Brasile | Cronologia completa delle presenze e delle reti in nazionale ― Brasile | Cronologia completa delle presenze e delle reti in nazionale ― Brasile | Cronologia completa delle presenze e delle reti in nazionale ― Brasile | Cronologia completa delle presenze e delle reti in nazionale ― Brasile |
| Data                                                                   | Città                                                                  | In casa                                                                | Risultato                                                              | Ospiti                                                                 | Competizione                                                           | Reti                                                                   | Note                                                                   |
| ---------------------------------------------------------------------- | ---------------------------------------------------------------------- | ---------------------------------------------------------------------- | ---------------------------------------------------------------------- | ---------------------------------------------------------------------- | ---------------------------------------------------------------------- | ---------------------------------------------------------------------- | ---------------------------------------------------------------------- |
| 30-4-2003                                                              | Guadalajara                                                            | Messico                                                                | 0 – 0                                                                  | Brasile                                                                | Amichevole                                                             | -                                                                      | 83’                                                                    |
| 13-7-2003                                                              | Città del Messico                                                      | Messico                                                                | 1 – 0                                                                  | Brasile                                                                | Gold Cup 2003 - 1º turno                                               | -                                                                      | 73’                                                                    |
| 16-7-2003                                                              | Città del Messico                                                      | Brasile                                                                | 2 – 1                                                                  | Honduras                                                               | Gold Cup 2003 - 1º turno                                               | 1                                                                      |                                                                        |
| 19-7-2003                                                              | Miami Gardens                                                          | Colombia                                                               | 0 – 2                                                                  | Brasile                                                                | Gold Cup 2003 - Quarti di finale                                       | -                                                                      |                                                                        |
| 24-7-2003                                                              | Miami Gardens                                                          | Stati Uniti                                                            | 1 – 2 dts                                                              | Brasile                                                                | Gold Cup 2003 - Semifinale                                             | 1                                                                      |                                                                        |
| 27-7-2003                                                              | Città del Messico                                                      | Brasile                                                                | 0 – 1 dts                                                              | Messico                                                                | Gold Cup 2003 - Finale                                                 | -                                                                      |                                                                        |
| 7-9-2003                                                               | Barranquilla                                                           | Colombia                                                               | 1 – 2                                                                  | Brasile                                                                | Qual. Mondiali 2006                                                    | -                                                                      | 86’                                                                    |
| 9-7-2004                                                               | Arequipa                                                               | Brasile                                                                | 1 – 0                                                                  | Cile                                                                   | Coppa America 2004 - 1º turno                                          | -                                                                      | 63’, 87’                                                               |
| 11-7-2004                                                              | Arequipa                                                               | Brasile                                                                | 4 – 1                                                                  | Costa Rica                                                             | Coppa America 2004 - 1º turno                                          | -                                                                      | 58’                                                                    |
| 14-7-2004                                                              | Arequipa                                                               | Brasile                                                                | 1 – 2                                                                  | Paraguay                                                               | Coppa America 2004 - 1º turno                                          | -                                                                      | 65’                                                                    |
| 21-7-2004                                                              | Lima                                                                   | Uruguay                                                                | 1 – 1 (3 - 5 dtr)                                                      | Brasile                                                                | Coppa America 2004 - Semifinale                                        | -                                                                      | 75’                                                                    |
| 25-7-2004                                                              | Lima                                                                   | Argentina                                                              | 2 – 2 (2 - 4 dtr)                                                      | Brasile                                                                | Coppa America 2004 - Finale                                            | -                                                                      | 54’                                                                    |
| 15-11-2006                                                             | Basilea                                                                | Svizzera                                                               | 1 – 2                                                                  | Brasile                                                                | Amichevole                                                             | -                                                                      | 89’                                                                    |
| 6-2-2007                                                               | Londra                                                                 | Portogallo                                                             | 2 – 0                                                                  | Brasile                                                                | Amichevole                                                             | -                                                                      | 67’                                                                    |
| 24-3-2007                                                              | Göteborg                                                               | Cile                                                                   | 0 – 4                                                                  | Brasile                                                                | Amichevole                                                             | -                                                                      | 78’                                                                    |
| 27-3-2007                                                              | Stoccolma                                                              | Ghana                                                                  | 0 – 1                                                                  | Brasile                                                                | Amichevole                                                             | -                                                                      | 77’                                                                    |
| 1-6-2007                                                               | Londra                                                                 | Inghilterra                                                            | 1 – 1                                                                  | Brasile                                                                | Amichevole                                                             | 1                                                                      | 74’                                                                    |
| 5-6-2007                                                               | Dortmund                                                               | Turchia                                                                | 0 – 0                                                                  | Brasile                                                                | Amichevole                                                             | -                                                                      | 70’                                                                    |
| 28-6-2007                                                              | Puerto Ordaz                                                           | Brasile                                                                | 0 – 2                                                                  | Messico                                                                | Coppa America 2007 - 1º turno                                          | -                                                                      | 46’                                                                    |
| 5-7-2007                                                               | Puerto La Cruz                                                         | Brasile                                                                | 1 – 0                                                                  | Ecuador                                                                | Coppa America 2007 - 1º turno                                          | -                                                                      | 74’, 78’                                                               |
| 10-7-2007                                                              | Maracaibo                                                              | Uruguay                                                                | 2 – 2 (4 - 5 dtr)                                                      | Brasile                                                                | Coppa America 2007 - Semifinale                                        | -                                                                      | 74’                                                                    |
| 15-7-2007                                                              | Maracaibo                                                              | Argentina                                                              | 0 – 3                                                                  | Brasile                                                                | Coppa America 2007 - Finale                                            | -                                                                      | 90’                                                                    |
| 22-8-2007                                                              | Montpellier                                                            | Brasile                                                                | 2 – 0                                                                  | Algeria                                                                | Amichevole                                                             | -                                                                      | 69’                                                                    |
| 9-9-2007                                                               | Chicago                                                                | Stati Uniti                                                            | 2 – 4                                                                  | Brasile                                                                | Amichevole                                                             | -                                                                      | 85’                                                                    |
| 18-10-2007                                                             | Rio de Janeiro                                                         | Brasile                                                                | 5 – 0                                                                  | Ecuador                                                                | Qual. Mondiali 2010                                                    | -                                                                      | 89’                                                                    |
| 6-2-2008                                                               | Dublino                                                                | Irlanda                                                                | 0 – 1                                                                  | Brasile                                                                | Amichevole                                                             | -                                                                      | 78’                                                                    |
| 26-3-2008                                                              | Londra                                                                 | Brasile                                                                | 1 – 0                                                                  | Svezia                                                                 | Amichevole                                                             | -                                                                      | 66’                                                                    |
| 31-6-2008                                                              | Seattle                                                                | Brasile                                                                | 3 – 2                                                                  | Canada                                                                 | Amichevole                                                             | 1                                                                      | 69’                                                                    |
| 6-6-2008                                                               | Boston                                                                 | Brasile                                                                | 0 – 2                                                                  | Venezuela                                                              | Amichevole                                                             | -                                                                      | 46’                                                                    |
| 15-6-2008                                                              | Asunción                                                               | Paraguay                                                               | 2 – 0                                                                  | Brasile                                                                | Qual. Mondiali 2010                                                    | -                                                                      | 69’                                                                    |
| 19-6-2008                                                              | Belo Horizonte                                                         | Brasile                                                                | 0 – 0                                                                  | Argentina                                                              | Qual. Mondiali 2010                                                    | -                                                                      | 34’ 79’                                                                |
| 8-9-2008                                                               | Santiago del Cile                                                      | Cile                                                                   | 0 – 3                                                                  | Brasile                                                                | Qual. Mondiali 2010                                                    | -                                                                      | 31’ 78’                                                                |
| 10-9-2008                                                              | Rio de Janeiro                                                         | Brasile                                                                | 0 – 0                                                                  | Bolivia                                                                | Qual. Mondiali 2010                                                    | -                                                                      | 72’ 76’                                                                |
| 25-1-2017                                                              | Rio de Janeiro                                                         | Brasile                                                                | 1 – 0                                                                  | Colombia                                                               | Amichevole                                                             | -                                                                      | 46’                                                                    |
| Totale                                                                 |                                                                        | Presenze                                                               | 34                                                                     |                                                                        | Reti                                                                   | 4                                                                      |                                                                        |

| Cronologia completa delle presenze e delle reti in nazionale ― Brasile Olimpica | Cronologia completa delle presenze e delle reti in nazionale ― Brasile Olimpica | Cronologia completa delle presenze e delle reti in nazionale ― Brasile Olimpica | Cronologia completa delle presenze e delle reti in nazionale ― Brasile Olimpica | Cronologia completa delle presenze e delle reti in nazionale ― Brasile Olimpica | Cronologia completa delle presenze e delle reti in nazionale ― Brasile Olimpica | Cronologia completa delle presenze e delle reti in nazionale ― Brasile Olimpica | Cronologia completa delle presenze e delle reti in nazionale ― Brasile Olimpica |
| Data                                                                            | Città                                                                           | In casa                                                                         | Risultato                                                                       | Ospiti                                                                          | Competizione                                                                    | Reti                                                                            | Note                                                                            |
| ------------------------------------------------------------------------------- | ------------------------------------------------------------------------------- | ------------------------------------------------------------------------------- | ------------------------------------------------------------------------------- | ------------------------------------------------------------------------------- | ------------------------------------------------------------------------------- | ------------------------------------------------------------------------------- | ------------------------------------------------------------------------------- |
| 7-8-2008                                                                        | Shenyang                                                                        | Brasile Olimpica                                                                | 1 – 0                                                                           | Belgio Olimpica                                                                 | Olimpiadi 2008 - 1º turno                                                       | -                                                                               | 85’                                                                             |
| 10-8-2008                                                                       | Shenyang                                                                        | Nuova Zelanda Olimpica                                                          | 0 – 5                                                                           | Brasile Olimpica                                                                | Olimpiadi 2008 - 1º turno                                                       | -                                                                               | 72’                                                                             |
| 13-8-2008                                                                       | Qínhuángdǎo                                                                     | Cina Olimpica                                                                   | 0 – 3                                                                           | Brasile Olimpica                                                                | Olimpiadi 2008 - 1º turno                                                       | 1                                                                               | 83’                                                                             |
| 16-8-2008                                                                       | Shenyang                                                                        | Brasile Olimpica                                                                | 2 – 0 dts                                                                       | Camerun Olimpica                                                                | Olimpiadi 2008 - Quarti di finale                                               | -                                                                               | 33’, 107’                                                                       |
| 19-8-2008                                                                       | Pechino                                                                         | Argentina Olimpica                                                              | 3 – 0                                                                           | Brasile Olimpica                                                                | Olimpiadi 2008 - Semifinali                                                     | -                                                                               | 71’                                                                             |
| 22-8-2008                                                                       | Shanghai                                                                        | Belgio Olimpica                                                                 | 0 – 3                                                                           | Brasile Olimpica                                                                | Olimpiadi 2008 - Finale 3º e 4º posto                                           | 1                                                                               |                                                                                 |
| Totale                                                                          |                                                                                 | Presenze                                                                        | 6                                                                               |                                                                                 | Reti                                                                            | 2                                                                               |                                                                                 |

## Palmarès

### Club

#### Competizioni statali
- Campionato carioca: 4

Flamengo: 2017, 2019, 2020, 2021

#### Competizioni nazionali
- Campionato brasiliano: 4

Santos: 2002, 2004
Flamengo: 2019, 2020
- Supercoppa di Portogallo: 1

Porto: 2004
- Campionato portoghese: 1

Porto: 2005-2006
- Coppa del Portogallo: 1

Porto: 2005-2006
- Coppa di Lega tedesca: 1

Werder Brema: 2006
- Coppa di Germania: 1

Werder Brema: 2008-2009
- Campionato spagnolo: 1

Atlético Madrid: 2013-2014
- Supercoppa di Turchia: 1

Fenerbahçe: 2014
- Supercoppa del Brasile: 2

Flamengo: 2020, 2021
- Coppa del Brasile: 1

Flamengo: 2022

#### Competizioni internazionali
- Coppa Intercontinentale: 1

Porto: 2004
- UEFA Europa League: 1

Atlético Madrid: 2011-2012
- Coppa Libertadores: 2

Flamengo: 2019, 2022
- Recopa Sudamericana: 1

Flamengo: 2020

### Nazionale
- Coppa America: 2

Perù 2004, Venezuela 2007
- Bronzo olimpico: 1

Pechino 2008

### Individuale
- Equipo Ideal de América: 1

2003
- Miglior giocatore della Bundesliga: 1

2007